# NGC 5865
NGC 5865 је елиптична галаксија у сазвежђу Девица која се налази на NGC листи објеката дубоког неба.
Деклинација објекта је + 0° 31' 49" а ректасцензија 15h 9m 49,1s. Привидна величина (магнитуда) објекта NGC 5865 износи 14,1 а фотографска магнитуда 15,1. NGC 5865 је још познат и под ознакама NGC 5868, UGC 9743, MCG 0-39-7, NPM1G +00.0485, CGCG 21-23, KCPG 456A, PGC 54118.